# Christophe Pierre
Pour les articles homonymes, voir Pierre.
Christophe Pierre, né le 30 janvier 1946 à Rennes (Ille-et-Vilaine), est un archevêque catholique français, nonce apostolique aux États-Unis depuis le 12 avril 2016 et cardinal depuis le 30 septembre 2023.

## Biographie

### Origines et jeunesse
Issu d'une famille enracinée à Rennes et à Saint-Malo depuis de nombreuses générations, Christophe Pierre commence son cursus scolaire à Antsirabe à Madagascar. Il fait ses études secondaires au collège de Saint-Malo et, pendant une année, au Lycée français de Marrakech au Maroc. 

### Prêtre
Il intègre le séminaire Saint-Yves de Rennes en 1963. Sa formation est interrompue par deux années de service militaire en 1965 et 1966. Il est ordonné prêtre pour le diocèse de Rennes, en la cathédrale de Saint-Malo, le 5 avril 1970.
Il est titulaire d'une Maîtrise en théologie obtenue à l’Institut catholique de Paris, et d'un doctorat en Droit canonique obtenu à Rome.
Bien qu'ordonné pour le diocèse de Rennes, c'est à la paroisse Saint-Pierre Saint-Paul de Colombes, dans le diocèse de Nanterre, qu'il est vicaire de 1970 à 1973.

### Diplomatie du Saint-Siège
Il intègre ensuite l’Académie pontificale ecclésiastique à Rome (école de la diplomatie du Saint-Siège) dont il obtient le diplôme. Sa carrière diplomatique débute à Wellington en Nouvelle-Zélande (en) en 1977. Il est ensuite successivement envoyé au Mozambique (en), au Zimbabwe (en), à Cuba (en), au Brésil (en) et à la mission permanente du Saint-Siège auprès de l’Office des Nations unies et des institutions internationales à Genève.

#### Nonce apostolique en Haïti et Ouganda
Le 12 juillet 1995, Jean-Paul II le nomme nonce apostolique en Haïti et lui donne le titre d'archevêque titulaire (ou in partibus) de Gunela (de). Il est consacré par le cardinal Angelo Sodano, secrétaire d'État, le 24 septembre suivant, dans la cathédrale Saint-Vincent de Saint-Malo.
En 1999, il est transféré à Kampala en Ouganda (en).

#### Nonce apostolique au Mexique
En 2007, il est transféré à Mexico, au Mexique (en). Après que le pape François eut fustigé l'épiscopat mexicain pendant sa visite apostolique au Mexique en février 2016, un éditorial du journal de l'archidiocèse de Mexico pose la question : « Le pape a-t-il des raisons de réprimander les évêques mexicains ?... Est-ce que les paroles improvisées du Saint-Père font écho aux mauvais conseils de quelqu'un proche de lui ? Qui a donné de mauvais conseils au pape ? ». Christophe Pierre fut aisément reconnu comme étant la cible de cet éditorial et la source de ces « mauvais conseils ». 

#### Nonce apostolique aux États-Unis
Le 12 avril 2016, le pape François le promeut comme nonce apostolique aux États-Unis.
Christophe Pierre se fait l'avocat des migrants et participe même à des manifestations et à des meetings à la frontière entre le Texas et le Mexique et avec d'autres évêques en octobre 2016 à Nogales (Arizona).
Il prononce un discours dans ce sens à San Juan de Porto Rico en février 2016. Il célèbre la messe du jamboree national des scouts américains de juillet 2017 et évoque ses cinq années dans le scoutisme dans un sermon qui lie l'idéal du scoutisme avec le service du prochain chez les chrétiens, à la veille d'un discours du président Trump.
Le pape, lors de l'angélus du 9 juillet 2023, annonce sa création comme cardinal lors du consistoire du 30 septembre 2023, il reçoit à cette occasion le titre de cardinal-diacre de San Benedetto fuori Porta San Paolo. Le National Catholic Reporter le décrit comme un « ardent défenseur de François aux États-Unis », qui reste en poste malgré le dépassement de la limite d'âge de 75 ans.
Il participe au conclave de 2025 qui voit l'élection de Léon XIV.

## Distinctions
- Chevalier de la Légion d'honneur (11 juillet 2025)[9]
- Chevalier de l'ordre national du Mérite
- Bande de l'Ordre de l'Aigle aztèque (Décret du 26 mai 2016 du président des États Unis du Mexique Enrique Peña Nieto[10])
- Bailli Grand-Croix d'Honneur et de Dévotion de l'ordre souverain de Malte

## Succession apostolique
Christophe Pierre a ordonné les évêques suivants :
- Archevêque Joseph Serge Miot (1997)
- Évêque Enrique Sánchez Martínez (es) (2008)
- Archevêque Jorge Carlos Patrón Wong (2009)
- Archevêque Raúl Gómez González (es) (2010)
- Archevêque José Armando Álvarez Cano (es) (2012)
- Archevêque Jaime Calderón Calderón (es) (2012)
- Évêque Rafael Valdez Torres (de) (2013)
- Évêque Gerardo Díaz Vázquez (es) (2014)
- Évêque Hilario González García (de) (2015)
- Évêque Cristóbal Ascencio García (de) (2015)
- Évêque Francisco Eduardo Cervantes Merino (es) (2015)
- Évêque Fidencio López Plaza (es) (2015)
- Évêque José Alberto González Juárez (es) (2015)
- Évêque José Hiraís Acosta Beltrán (es) (2016)
- Évêque José Fortunato Álvarez Valdez (de) (2016)
- Archevêque Kevin Stuart Randall (en) (2023)